# Laserauftragschweißen
Laserauftragschweißen gehört zum Auftragschweißen (Cladding), bei dem auf ein Werkstück ein Oberflächenauftrag mittels Aufschmelzen und gleichzeitigem Aufbringen eines nahezu beliebigen Materials erfolgt. Dies kann in Pulverform z. B. als Metallpulver oder auch mit einem Schweißdraht bzw. -band geschehen. Beim Laserauftragschweißen dient als Wärmequelle ein Laser hoher Leistung, vornehmlich Diodenlaser oder Faserlaser, früher auch CO2- und Nd:YAG-Laser. 
Das Verfahren kann sowohl zur Erzeugung von Schichten als auch von freigeformtem 2,5D-Strukturen (Materialauftrag mit gerichteter Energieeinbringung) verwendet werden. Im letzteren Fall kann es den 3D-Druckverfahren zugeordnet werden. 

## Auftrag von Pulver
Beim Laserauftragschweißen mit Pulver erhitzt der Laser das Werkstück meist defokussiert und schmilzt es lokal auf. Gleichzeitig wird ein inertes Gas gemischt mit feinem Metallpulver zugeführt. Die Versorgung des Wirkbereichs mit dem Metall-/Gasgemisch erfolgt über Schlepp- oder Koaxialdüsen. An der erhitzten Stelle schmilzt das Metallpulver auf und verbindet sich mit dem Metall des Werkstücks. 
Neben Metallpulver können auch keramische Pulverwerkstoffe, speziell Hartstoffe, verwendet werden.
Das Laserauftragschweißen mit Draht bzw. Band funktioniert analog zum Verfahren mit Pulver, jedoch mit Draht bzw. Band als Zusatzwerkstoff.
Einstellungsparameter sind: Laserleistung, Vorschub, Massenstrom des Pulvers oder alternativ des Draht- bzw. Bandvorschubes, und der Fokuslage. Es entsteht ein Materialauftrag auf dem Werkstück. Bei mehrmaligen Überfahrten nebeneinander entsteht eine Fläche, bei Fahrten übereinander wird eine Wand geformt. Auch freigeformte Strukturen ohne Hinterschneidung sind möglich bei entsprechender Prozessführung. Die Anbindung an das Grundmaterial kann z. B. durch die Ausbildung einer Zwischenschicht über die Parameter beeinflusst werden. Meistens sind anschließende Nachbearbeitungsschritte, wie Fräsen oder Drehen, notwendig.
In der industriellen Anwendung wird das Laserauftragschweißen mit Pulver hauptsächlich vollautomatisiert eingesetzt, während das Laserauftragschweißen mit Draht überwiegend an manuellen Laserschweißanlagen zum Einsatz kommt.

## Einsatzbereich
Das Verfahren kommt überall dort zum Einsatz, wo teure, meist große Bauteile, repariert werden müssen, da sie nicht kostengünstig ausgetauscht werden können. Neben Umformwerkzeugen zählen Triebwerksteile und Turbinenteile wie Blades, Disks und Blisks zu den bekanntesten Reparaturteilen. Daneben kommt das Verfahren auch beim Aufbau von Funktionsschichten (z. B. Verschleißschutzschichten) zum Einsatz.

## Miniaturisierung
Mit Standardbearbeitungsköpfen gibt es immer wieder Schwierigkeiten bei der Bearbeitung von Bauteilen mit kleinen Innendurchmessern wie z. B. Getriebebestandteilen oder Motorinnenräumen, da diese nicht in die entsprechende Tiefe vordringen können. Erste miniaturisierte Köpfe für Bohrungsdurchmesser zwischen 25 und 80 mm werden derzeit in der Praxis getestet. Sie erreichen Tiefen von bis zu 500 mm, Bereiche also, die herkömmliche Bearbeitungsköpfe bauartbedingt nicht erreichen können.
Eine Sonderform des Verfahrens für den Mikrobereich stellt das Micro Cladding dar. Bei ihm kommen entweder kontinuierlich strahlende Faserlaser, die stark fokussiert werden, und schnelle Achssysteme oder alternativ hochrepetierende gepulste Faserlaser, die ebenfalls stark fokussiert werden, und zur Strahlablenkung schnelle Laserscanner zum Einsatz. Das verwendete Pulver weist Korndurchmesser von kleiner 10 µm auf. Es wurden bereits Mikrowände mit einer Breite von 30 µm erzeugt. Anwendungen zielen verstärkt in die flexible Erzeugung von Strukturen für elektronische Anwendungen und die Texturierung von Oberflächen.